# Teredo norvagicus
Teredo norvagicus är en musselart som först beskrevs av Lorenz Spengler 1792.  Teredo norvagicus ingår i släktet Teredo och familjen skeppsmaskar. Inga underarter finns listade i Catalogue of Life.